# Dracula l'immortel
Cet article concerne le roman de Dacre Stoker et Ian Holt. Pour le personnage de fiction, voir Comte Dracula. Pour les autres significations, voir Dracula (homonymie).
Dracula l'immortel, écrit par Dacre Stoker et Ian Holt d'après les notes manuscrites originales de Bram Stoker, est la suite de Dracula, l'œuvre de Bram Stoker, la seule suite autorisée par la famille de l'auteur dont Dacre fait partie. Il est paru en français le 15 octobre 2009.

## Résumé
L'histoire se déroule en 1912, vingt-quatre ans après la destruction supposée de Dracula en 1888 ; le groupe des six intrépides qui l'avaient pourchassé s'est dispersé mais le souvenir de cette périlleuse aventure où l’un d’eux a laissé sa vie les poursuit.
Le Dr John Seward continue de combattre les forces du mal car des morts inexpliquées maintiennent éveillées ses peurs. Abraham Van Helsing poursuit dangereusement ses recherches dans le monde des ténèbres. Quant à Jonathan Harker, il a sombré dans l'alcool. L’ombre de Dracula semble à nouveau planer… Les héros d’autrefois devront faire face au retour de leur ennemi insaisissable, mais aussi à leurs propres démons.

## Personnages principaux
- Jonathan Harker
- Le comte Dracula
- Wilhelmina « Mina Murray » Harker
- L’inspecteur Cotford
- Dr John Seward
- Arthur Holmwood
- Abraham Van Helsing
- Elizabeth Bathory
- Quincey Harker
- Lolita Shmoderer